# نظام معلومات إدارة المشروع
نظام معلومات إدارة المشروع   ويطلق عليه اختصارا في الإنجليزية (PMIS) هو التنظيم المتماسك للمعلومات المطلوبة للمنظمة لتنفيذ مشاريعها  بنجاح. وهو عادة واحد أو أكثر من تطبيقات البرامج والعمليات المنهجية لجمع واستخدام معلومات المشروع. هذه الأنظمة الإلكترونية «تساعد في تخطيط وتنفيذ واغلاق اهداف إدارة المشروع .»
كما أن أنظمة معلومات إدارة المشاريع  تختلف في النطاق والتصميم والميزات تبعا  للاحتياجات التشغيلية للمؤسسة.

## تعريف نظام معلومات إدارة المشروع طبقاPMBOKالإصدار الخامس
نظام معلومات إدارة المشروع، والذي هو جزء من العوامل البيئية للمنظمة، فهو  يوفر الوصول إلى الأدوات (مثل أدوات الجدولة) كما انه  نظام لتحديد درجات التفويض في العمل، وهو نظام لإدارة التكوين، وهو نظام لجمع المعلومات وتوزيعها .
كما أن الجمع الآلي وإنشاء التقارير عن مؤشرات الأداء الرئيسية (KPI) يمكن أن يكون جزءا من هذا النظام.

## كيفية عمل نظام معلومات إدارة المشروع في إدارة المشاريع.
يعمل نظام معلومات إدارة المشروع بشكل مختلف بناءً على مرحلة المشروع. يتماشى مع احتياجات مدير المشروع ويساعد على إكمال متطلبات مرحلة المشروع المحددة.
مرحلة بدء المشروع في مرحلة بدء المشروع ، يمكن أن يكون نظام إدارة معلومات المشاريع (PMIS) مفيدًا في:
- وضع ميزانية أولية للمشروع متضمنة تقديرات التكلفة والموارد
- تحديد نطاق المشروع وإعداد العطاءات
- جدولة مهام المشروع وتكليفها بأعضاء الفريق المعنيين
- تنظيم معلومات المشروع وإنشاء التقارير اللازمة لتقديمها إلى أصحاب المصلحة الرئيسيين في المشروع

مرحلة تخطيط المشروع يساعدك في:
جدولة متعمقة للمشروع ، بما في ذلك تحليل المسار الهام والمهام ذات الصلة دعم إدارة التكلفة والميزانية ، بما في ذلك إعداد ضوابط التكلفة ، وتحليل الميزانية ، ومقاييس مؤشر الأداء (KPI) ذات الصلة تنفيذ تخطيط الموارد للمشروع بأكمله ، وتحديد الموارد المتاحة ، ووضع خطة طوارئ لتلك التي قد تكون مطلوبة لاحقًا إنشاء مقاييس أساسية لجدول المشروع والتكلفة والنطاق
مرحلة تنفيذ المشروع يمكن أن يكون نظام معلومات إدارة المشروع لا غنى عنه لتنفيذ المشاريع. نظرًا لأن كل مشروع لديه العديد من أصحاب المصلحة داخل وخارج المنظمة ، فإن تتبع محادثاتهم وردودهم قد يكون أمرًا صعبًا:
- يخزن جميع اتصالات فريق المشروع والتوصيات والملفات والمستندات في مركز موحد واحد يمكن لجميع أصحاب المصلحة الوصول إليه بشكل آمن وسهل
- يتيح المقارنة السهلة لبيانات المشروع الفعلية مع التقديرات الأساسية من مرحلة تخطيط المشروع
- يسمح لمديري المشاريع بمراجعة التكلفة أو الميزانية أو جدول التنبؤات في منتصف الطريق إلى المشروع وإجراء التعديلات بناءً على احتياجات المشروع الفعلية
- يدعم الإكمال الفعال لوحدات المشروع المتعددة ، مثل إدارة المواد وإدارة التكلفة وقياس أداء المشروع وإعداد تقارير المشروع

مراجعة المشروع ومرحلة الإغلاق يمكن القول أن مراجعة المشروع وإغلاقه هي أهم مرحلة في المشروع. لكل مشروع هدف أو هدف محدد مسبقًا ، وفي مرحلة مراجعة المشروع وإغلاقه ، يتم تحقيق هذه الأهداف والغايات:
- يسمح بتقييم شامل لضمان تلبية أهداف المشروع المحددة أو تجاوزها
- ينظم ويخزن جميع معلومات المشروع في مركز مركزي لسهولة الوصول والمراجعة في مرحلة لاحقة
- أرشفة جميع معلومات المشروع كبيانات تاريخية لاستخدامها في المشاريع القادمة
- يساعد في إنتاج تقارير المشروع النهائية ومقاييس تحليل الإنتاجية لاتخاذ قرارات أصحاب المصلحة

## برامج نظام معلومات إدارة المشاريع
البرامج تكون في قلب أي نظام معلومات لإدارة المشاريع . والتي تتفاوت من كونها شيء بسيط مثل نظام الملفات التي تحتوي على مايكروسوفت إكسل إلى برامج المؤسسات الضخمة.

## وصلات خارجية
- Project Management Institute
- Project management information systems By Donald E. Forbes